# Bukidnon
Buquidnón (en filipino: Bukidnon) es una provincia en la región de Mindanao del Norte en Filipinas. Su capital es Malaybalay.

## Geografía
Esta provincia ocupa una meseta sin salida al mar situada en el norte de la isla de Mindanao. Linda al norte con la ciudad de Cagayán de Oro y la provincia de Misamis Oriental; al sur con las provincias de Cotabato del Norte, Dávao del Sur y también con la ciudad de Dávao; por el este con las provincias de Agusan del Sur y Dávao del Norte; y al oeste con la de Lanao del Sur.

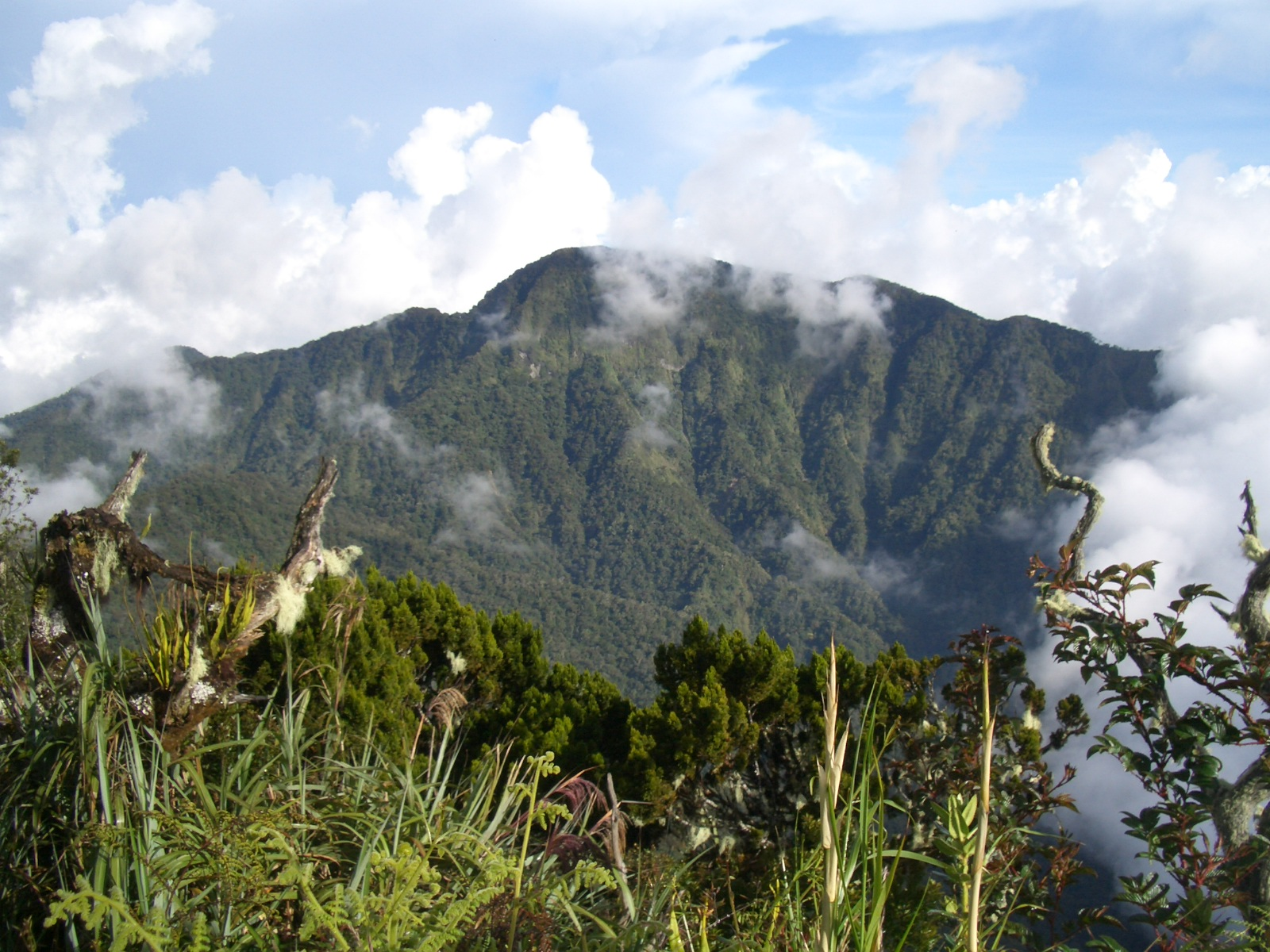
Monte Dulang-dulang.

Su capital, Malaybalay,  se encuentra a unos 850 km de Manila y a 91 de Cagayán de Oro.
El monte Dulang-dulang con sus 2.938 m s. n. m. es la segunda montaña más alta del archipiélago y por ello conocida por los montañeros filipinos como "D2". Forma parte de la cordillera de Kitanglad, situada en la parte centro-norte de esta provincia.
La cordillera de Kalatungan ocupa la parte central siendo una de las pocas zonas de la provincia cubierta de bosques de viejo crecimiento, o cubiertas de musgo. Cubre un área de aproximadamente 213 km ² (82,24 m²), con cerca de 113,71 kilómetros cuadrados (43,90 m²) identificados como parte de la cuenca crítica declarada en virtud del Decreto Presidencial 127, emitido el 29 de junio de 1987 (cuenca de Muleta-Manupali).
El río Pulangui atraviesa el noreste y sur de la provincia dirigiéndose hacia el río Grande de Mindanao.

## División administrativa
Políticamente la provincia de Buquidnón se divide en 20 municipios, 2 ciudades  y  464 barrios.
Consta de cuatro distritos para las elecciones al Congreso.

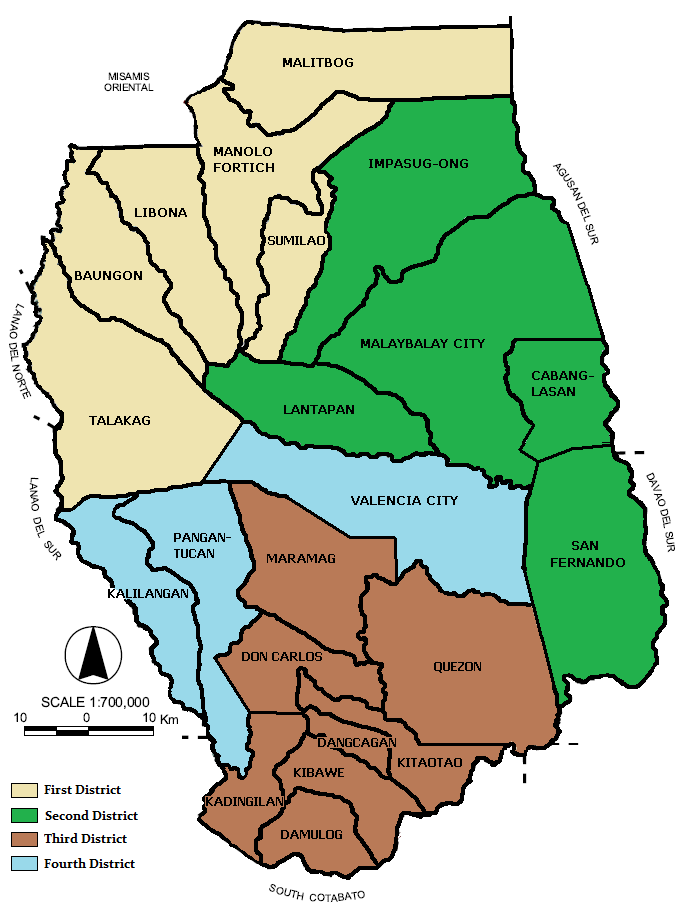
Distritos Legislativos.

| Ciudad/Municipio        | N.º de Barrios | Población (2010) | Área (km²) | Código    | !Fundado año |
| ----------------------- | -------------- | ---------------- | ---------- | --------- | ------------ |
| Baungón                 | 16             | 32.868           | 328,34     | 101301000 | 1.956        |
| Damulog                 | 17             | 25.538           | 244,19     | 101302000 | 1.971        |
| Dangcagán               | 14             | 22.448           | 422,69     | 101303000 | 1.961        |
| Don Carlos              | 29             | 64.334           | 213,72     | 101304000 | 1.966        |
| Impasugón (Impasug-ong) | 13             | 43.587           | 1.051,17   | 101305000 | 1.914        |
| Kandingilán             | 17             | 31.756           | 171,94     | 101306000 | 1.971        |
| Kalilangán              | 14             | 39.847           | 251,43     | 101307000 | 1.971        |
| Kibawe                  |                | 35.767           | 304,13     | 101308000 | 1.956        |
| Kitaotao                | 35             | 49.488           | 788,78     | 101309000 | 1.966        |
| Lantapán                | 14             | 55.934           | 328,35     | 101310000 | 1.966        |
| Libona                  | 14             | 39.393           | 374,37     | 101311000 | 1.956        |
| Ciudad de Malaybalay    | 46             | 153.085          | 969,19     | 101312000 | 1.907        |
| Malitbog                | 11             | 22.880           | 581,85     | 101313000 | 1.963        |
| Maluko (Manolo Fortich) | 22             | 91.026           | 413,60     | 101314000 | 1.957        |
| Maramag                 | 20             | 90.901           | 447,26     | 101315000 | 1.956        |
| Pangantucán             | 19             | 48.775           | 461,72     | 101316000 | 1.963        |
| Kiokong (Quezón)        | 31             | 94.584           | 626,86     | 101317000 | 1.966        |
| San Fernando            | 24             | 50.207           | 705,06     | 101318000 | 1.966        |
| Sumilao                 | 10             | 25.668           | 196,95     | 101319000 | 1.956        |
| Talacag (Talakag)       | 29             | 67.123           | 786,40     | 101320000 | 1.917        |
| Ciudad de Valencia      | 31             | 181.556          | 587,29     | 101321000 | 1.961        |
| Cabanglasán             | 15             | 32.427           | 243,30     | 101322000 | 1.972        |

## Economía

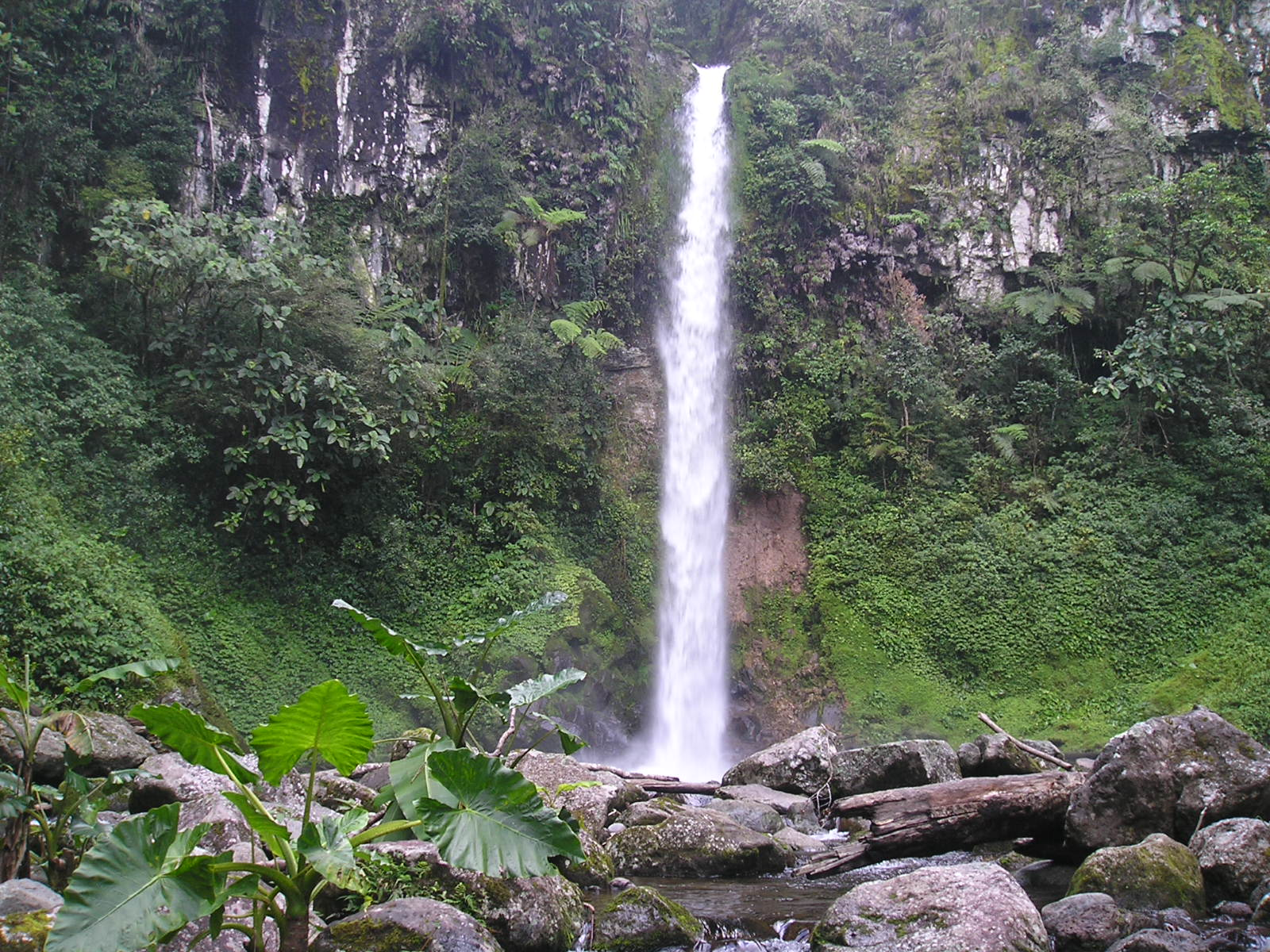
Cataratas en la sierra del Catatuñgan

La provincia es el productor principal de arroz y maíz en la región. Las plantaciones en la provincia también producen piñas, bananas y caña de azúcar.

## Idiomas

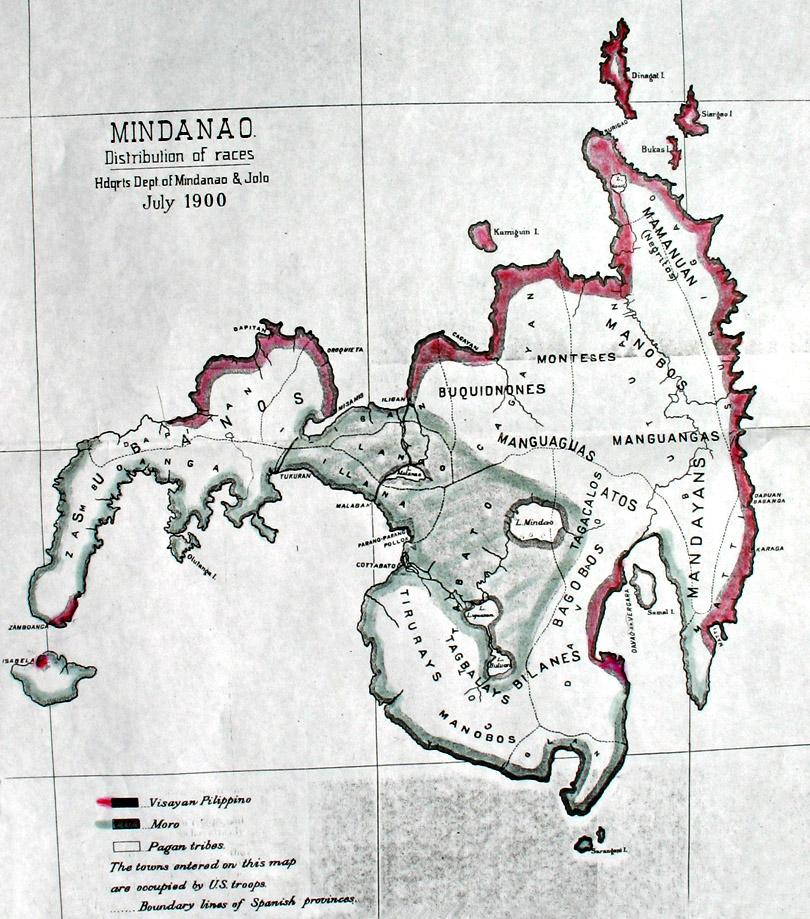
Etnias de Mindanao hacia 1900.

El cebuano es el idioma principal de la provincia.

## Historia
En 1850 Buquidnón formaba parte de la provincia de Misamis. Entonces este territorio se llamaba Malaybalay y el pueblo que lo habitaba eran los buquidnones (llamados también monteses), que significa montañeses o habitantes de las montañas.

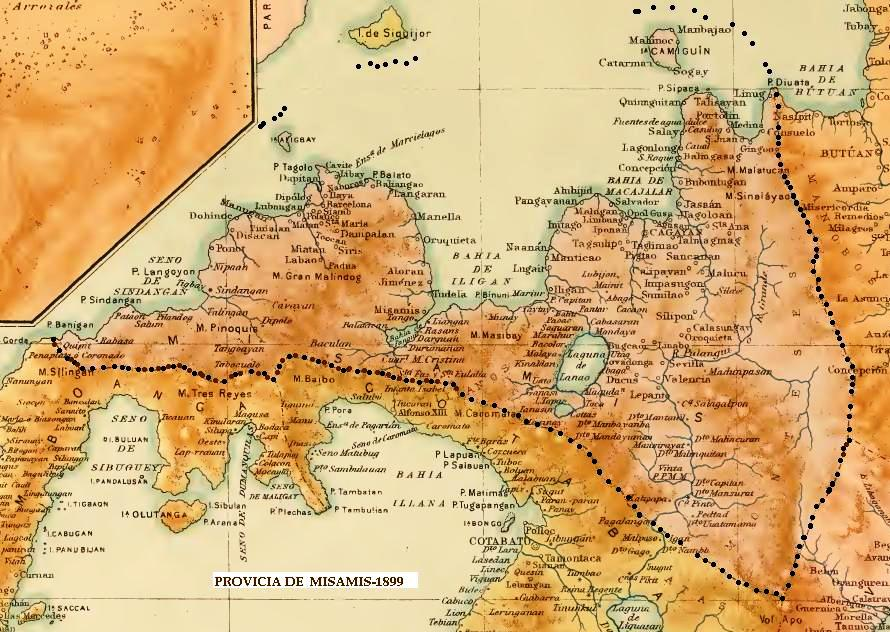
La provincia en 1899

La Comisión de Filipinas, entonces dirigido por el Comisario Dean C. Worcester, Secretario del Interior, propuso la separación de Buquidnón de la provincia de Misamis. El 20 de agosto de 1907, la Ley de la Comisión de Filipinas N º 1693 se promulgó la provincia de Agusan y subprovincia de Buquidnón.
Buquidnón se convirtió en una provincia el 10 de marzo de 1917 por virtud de la creación del Departamento de Mindanao y Sulu por la Ley 2711.

### Nuevos municipios
El 1 de julio de 1956 los distritos municipales de Baungón, Kibawe, Libona, Maramag y Sumilao quedan convertidos en municipios regulares que se constituyeron el 4 de octubre de  1957.
El 29 de agosto de 1961 fue creado el nuevo municipio de Dangcagán, formado por 12 barrios del municipio de Kibawe: Dangcagan, Kitaotao, Barungkot, Kiangat, Olambayan, Miaray, Capalaran, Santo Rosario, Ketaihon, Megcamanga, Malobalo y Bonga; y 7 del de Maramag: Kiburiao,  Dalorong, Pontian, Nanapan, Kitobo, Rawari y  Balangigay. El ayuntamiento se sitúa en el barrio del mismo nombre.

### Nuevos municipios creados el 18 de junio de 1966
Los barrios de Bugcaon, Culasihan, Bantuanon, Lantapan, Balila, Baclayon, Alanib, Kaatuan, Songko, Victory, Kibangay, Basak y Kibogtong, así como el territorio que situado al oeste de arroyo Cabangahan se extiende hacia el límite con el municipio de Talacag, hasta ahora pertenecientes al municipio de Malaybalay, quedan separados para formar el nuevo municipio de Lantapan, con la sede del gobierno en el barrio del mismo nombre. Los barrios de Cabangahan y Bangcud permanecerán en el municipio de Malaybalay.

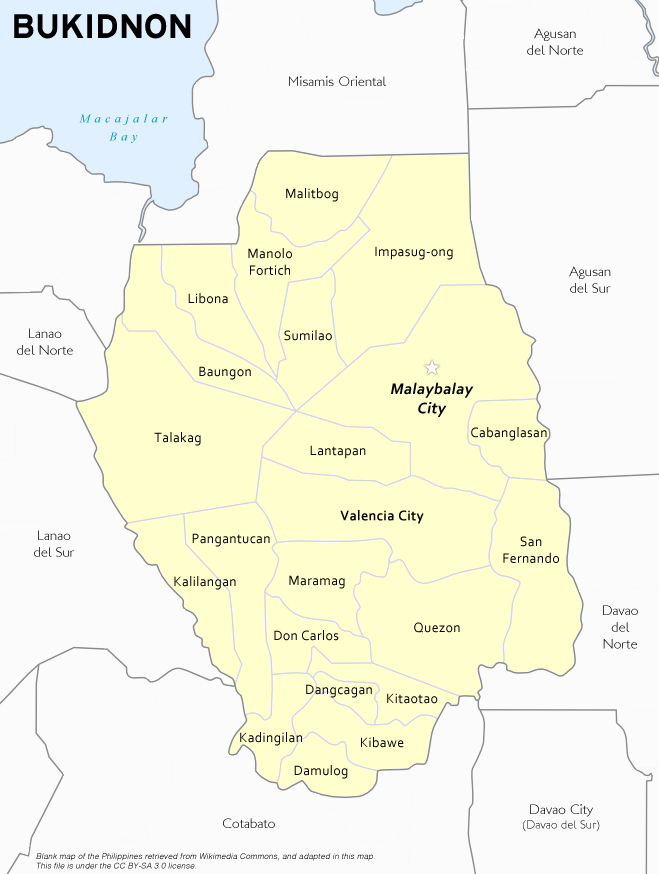
Mapa político de Buquidnón

Los barrios de Abihid, San Alfonso (Tugop), Taga Alas-as, Little Baguio, Halapitan, Kalagutay, Sinanglanganan y Malambago, hasta ahora pertenecientes al municipio de Malaybalay; y los barrios de Namnam, Iglugsad, Kibungcog, Bonacao, Perino (Plikpakan), Santo Domingo (Dulag), San José (Tugda-an) y Ale (Bulalang), hasta ahora pertenecientes al municipio de Maramag, quedan separados para formar el nuevo municipio de San Fernando, con la sede del gobierno en el barrio de Halapitán.
Los barrios de Sinanguyan, Don Carlos del Norte, Don Carlos del Sur, Kalao-kalao, New Nongnongan (Masimag), Upper Bokbok, Kalubihon, Kiara, Kawilihan, Old Nongnongan, Pualas, Pinamaloy, Manlamunay, Minsalagan y Kibatang, hasta ahora pertenecientes al municipio de Maramag, quedan separados para formar el nuevo municipio de Don Carlos, con la sede del gobierno en el barrio de Don Carlos del Sur.
Los barrios de San Isidro, Bolocaon, Kimolong, Kitaihon, Kitaotao, Magsaysay, Santo Rosario, Kauyonan, Malobalo, Bobong, Simod, Balangigay, Kitobo y Dalorong, hasta ahora pertenecientes al municipio de Kibawe y posteriormente anexionados al municipio de Dangcagán; así como el barrio de Berehiba, hasta ahora perteneciente al municipio de Maramag; quedan separados de sus respectivos municipios para formar el nuevo municipio de Kitaotao, con la sede del gobierno en el barrio del mismo nombre.
Los barrios y sitios de Nanapan (Pontian), Santa Cruz, Dilapa, Kiburiao, Mibantang y Cebole, hasta ahora pertenecientes al municipio de Dangcagan; y los barrios de Salwagan, Manoto, San José, Kiokong, Paitan, Lumintao y Kulaman, hasta ahora pertenecientes al municipio de Maramag; quedan separados de sus respectivos municipios para formar el nuevo municipio de Quezon, con la sede del gobierno en el barrio Kiokong.
Los barrios de Lampanosan, Macatol, Macaopao, Sabang, Kalilangan, Boribod, Pamutohan, Kabaning, Malinoa, Imbariz, Kibaritan y Mayohay , hasta ahora pertenecientes al municipio de Pangantucan, quedan separados para formar el nuevo municipio de Kalilangan, con la sede del gobierno en el barrio del mismo nombre.

### Nuevos municipios en los años 70
El 16 de agosto de 1971 los barrios de New Damulog, Old Damulog, Sampagar, Talicop, Kitingting, Tangkulan, Macapari, Pocopoco, Migcanit, Migcawayan, Batobato, Kinibaba, Lamalama y Omonay, hasta ahora pertenecientes al municipio de Kibawe quedan separados para formar el nuevo municipio de Damulog cuya sede del gobierno se sitúa en el barrio de Nuevo Damulog.
El 16 de agosto de 1971 los barrios de Kadingilan, Pay-as, Bagor, San Andrés (Kidalog), Mabuhay (Pidlangaban), Cabadiangan, Matampay, Kibalagon, Husayan, Salvación, Malinao, Baroy, New Sibunga, Balaoro, Macati-ac y Pinamanguhan, hasta ahora pertenecientes al municipio de Kibawe quedan separados para formar el nuevo municipio de Kadingilan cuya sede del gobierno se sitúa en el barrio de Kadingilan.
El 17 de junio de 1972 los barrios de Cabanglasán, Imbatug, Lambagan, Capinonan, Mauswagon, Mandaing, Eva, Mandaigkan, Paradise, Togop, Cabulohan, Bobunawan, Freedom, Dalacutop y Omalao, hasta ahora pertenecientes al municipio de Malaybalay quedan separados para formar el nuevo municipio de Cabanglasán cuya sede del gobierno se sitúa en el barrio del mismo nombre.